# Вали Виста (Аризона)
Вали Виста (енгл. Valle Vista) насељено је место без административног статуса у америчкој савезној држави Аризона.

## Демографија
По попису из 2010. године број становника је 1.659.
| Група             | 2000.    | 2010.         |
| Белци             | 0 (0,0%) | 1.490 (89,8%) |
| Афроамериканци    | 0 (0,0%) | 8 (0,5%)      |
| Азијати           | 0 (0,0%) | 14 (0,8%)     |
| Хиспаноамериканци | 0 (0,0%) | 78 (4,7%)     |
| Укупно            | 0        | 1.659         |